# 華商銀行 (香港)
華商銀行創辦於1918年，總行設於香港，資本額500萬元，實繳資本500萬元。由香港米商劉小煇、劉亦煇、劉季煇及安南華僑劉希成等創立。 該行創辦初期即在廣州開設分行，其後又先後在上海，紐約等地開設分行。華商銀行的業務重點是儲蓄存款，1922年在上海分行開業時為吸引儲蓄存款，不惜提高存款利息，規定於開幕一星期內，新開各存戶永遠固息8厘起息，結果市民踴躍前往儲蓄，開業第一天即吸收存款50餘萬元。可惜，1924年6月，該行因從事外匯炒賣遭到嚴重損失，觸發擠提風潮，被迫暫停支付款項，並最終倒閉。